# Glacier du Monêtier
Glacier du Monêtier (pol. Lodowiec Monêtier) – lodowiec w grupie górskiej Écrins we francuskich Alpach Delfinackich. Nazwa pochodzi od położonej u stóp lodowca, w dolinie Guisane, miejscowości Le Monêtier-les-Bains.
Leży po wschodniej stronie bocznego grzbietu, biegnącego od masywu Montagne des Agneaux w kierunku południowo-wschodnim i przez Pointe des Arcas (3478 m n.p.m.) opadającego ku dolinie Gyrondy w Vallouise. Pola firnowe zasilające lodowiec ciągną się na długości bez mała 3 km od wspomnianej M. des Agneaux na północy po Dôme de Monêtier (3404 m n.p.m.) na południu. Jeszcze w latach 70. XX w. lodowiec – choć lokalnie rozczłonkowany skalnymi grzędami na 3 a nawet 4 części – stanowił jedną całość. Nasilająca się w ostatnich dziesięcioleciach regresja sprawiła, że obecnie (2013 r.) jest on już podzielony na dwie osobne części: Glacier central du Monêtier na północy i Glacier oriental du Monêtier (lub Glacier supérieur du Monêtier) na południowym wschodzie. Ten drugi oparty jest o odcinek grzbietu między Pic de Dormillouse (3409 m n.p.m.) na północy i Dôme de Monêtier na południu.
Wody roztopowe lodowca tworzą potok le Grand Tabuc (dł. ok. 5,5 km), uchodzący w miejscowości le Casset, na wysokości ok. 1500 m n.p.m., do Guisane jako jej prawobrzeżny dopływ.
Wejście ze schroniska Refuge du Glacier Blanc nad Białym Lodowcem na wspomniany grzbiet i zejście lodowcem Monêtier do doliny potoku Grand Tabuc stanowi uczęszczane przez turystów górskich przejście z centrum grupy górskiej Écrins do doliny Guisane.